# Estació de Montmeló
Montmeló és una estació de ferrocarril propietat d'Adif situada a la població de Montmeló (Vallès Oriental). L'estació es troba a la línia Barcelona-Girona-Portbou i hi tenen parada trens de Rodalies de Catalunya de les línies R2 i R2 Nord i R8 dels serveis de rodalia de Barcelona, operats per Renfe Operadora. L'edifici de 1925 és una obra inclosa a l'Inventari del Patrimoni Arquitectònic de Catalunya.
L'any 2023 va registrar l'entrada de 1.352.000 passatgers.

## Història

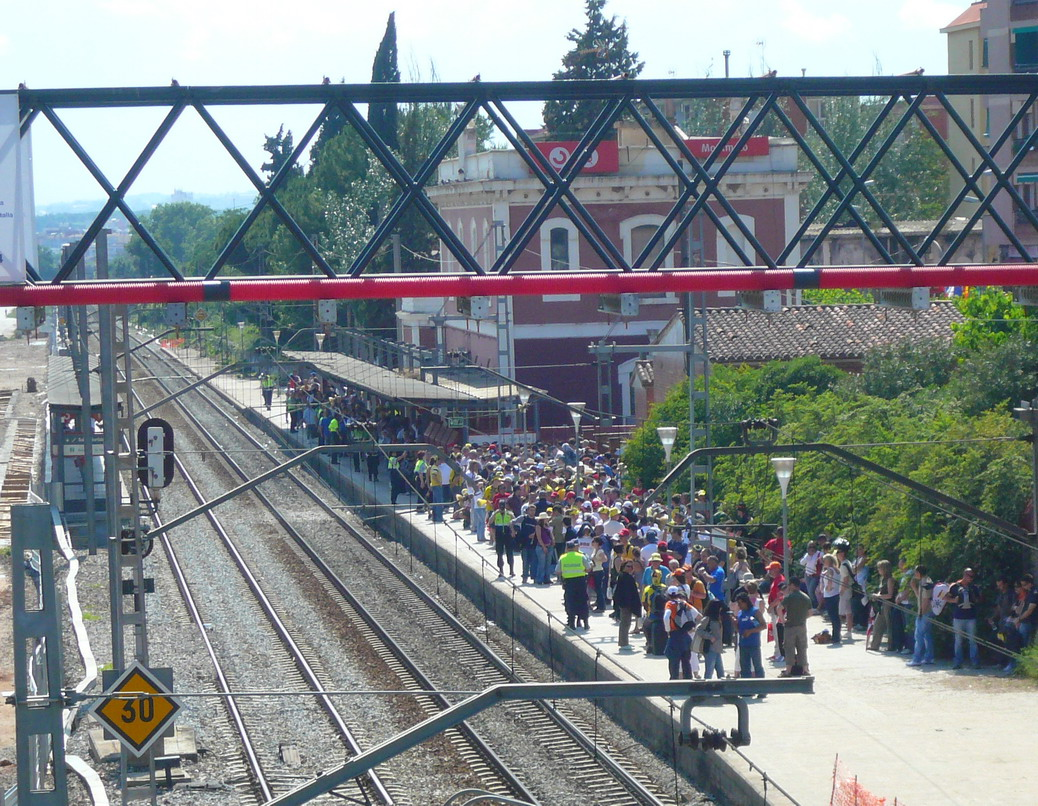
L'estació en superficie el 2012.

L'antiga estació de la línia de Granollers o Girona va entrar en servei l'any 1854 quan va entrar en servei el tram construït per la Camins de Ferro de Barcelona a Granollers entre Barcelona (antiga estació de Granollers, substituïda per l'Estació de França) i Granollers Centre.
Entre l'any 1920 i l'any 1925 s'hi construí un nou edifici de l'estació. És probable que fos construïda amb motiu de l'exposició de l'any 1929.
L'antiga estació va deixar de prestar servei el 31 de juliol de 2010, després de 156 anys en funcionament, a causa de les obres de la  
línia d'alta velocitat entre Barcelona i Figueres. El dia 1 d'agost de 2010, es va posar en funcionament l'estació provisional de Montmeló, situada a un dels túnels per on actualment passa l'Alta Velocitat. L'estació definitiva, de forma soterrada, es va posar en servei l'abril del 2012.

## Serveis ferroviaris
| Rodalia de Barcelona         |                    |       |                   |                                                |
| Procedència/Destinació       | <                  | Línia | >                 | Procedència/Destinació                         |
| Castelldefels Aeroport Sants | Mollet-Sant Fost   |       | Granollers Centre | Granollers Centre Sant Celoni Maçanet-Massanes |
| Martorell Central            | Mollet - Sant Fost |       | Granollers Centre | Granollers Centre                              |

## Edifici
La construcció de 1925 és un edifici de planta rectangular que presenta dues façanes idèntiques: una al davant i l'altra al darrere. Consta d'una planta baixa i un pis superior separats amb una franja esgrafiada amb motius vegetals. També n'hi ha una altra a sota de la cornisa. La part superior està coronada amb un petit frontó rectangular decorat amb motllures i molt desproporcionat respecte a les mides de la façana. Finestres i portes estan formades per arcs rebaixats. L'interior està decorat a base de rajola blanca, amb dues franges horitzontals de flors. La meitat inferior és coberta de fusta.

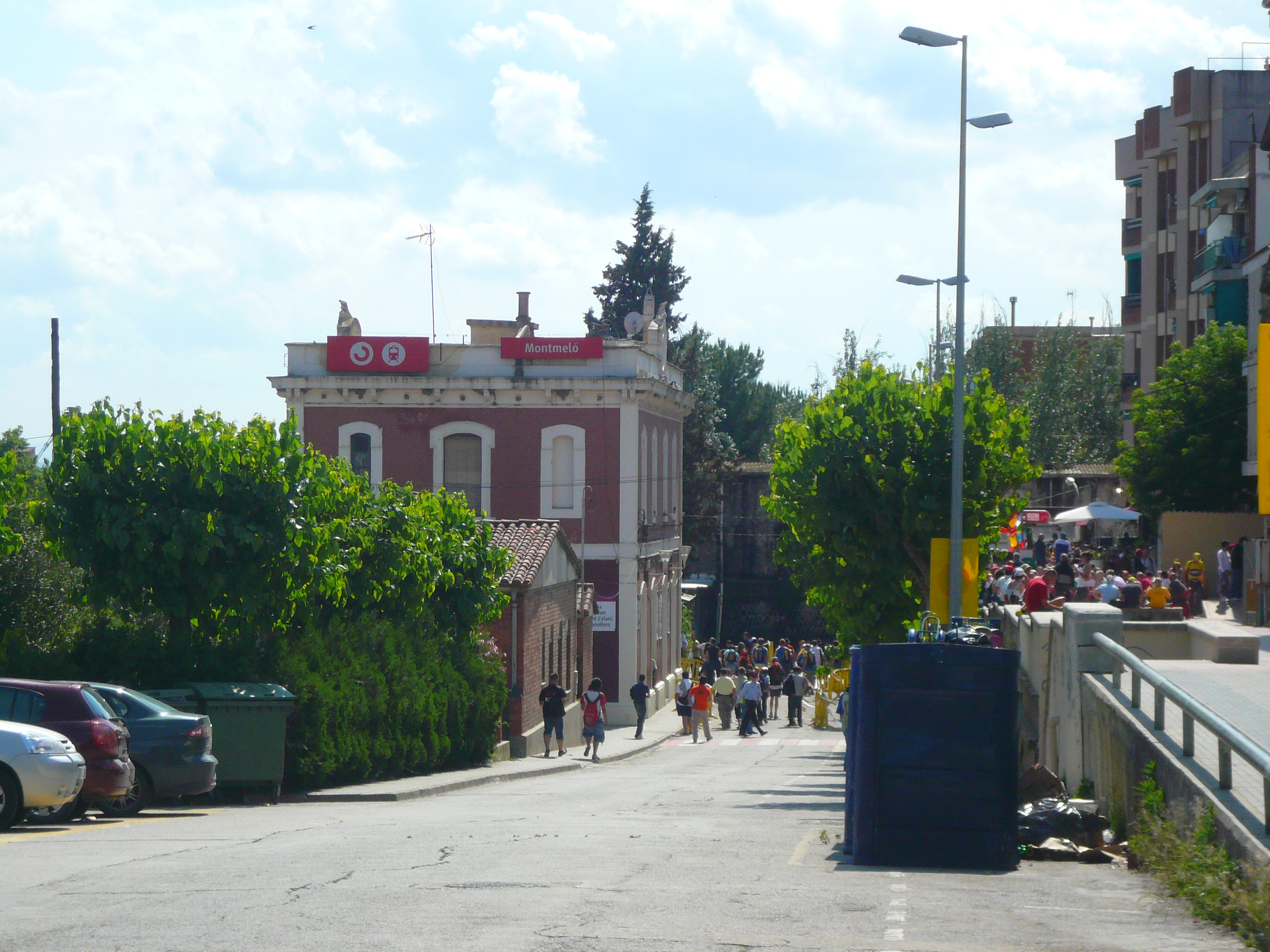
L'edifici de l'estació de 1925
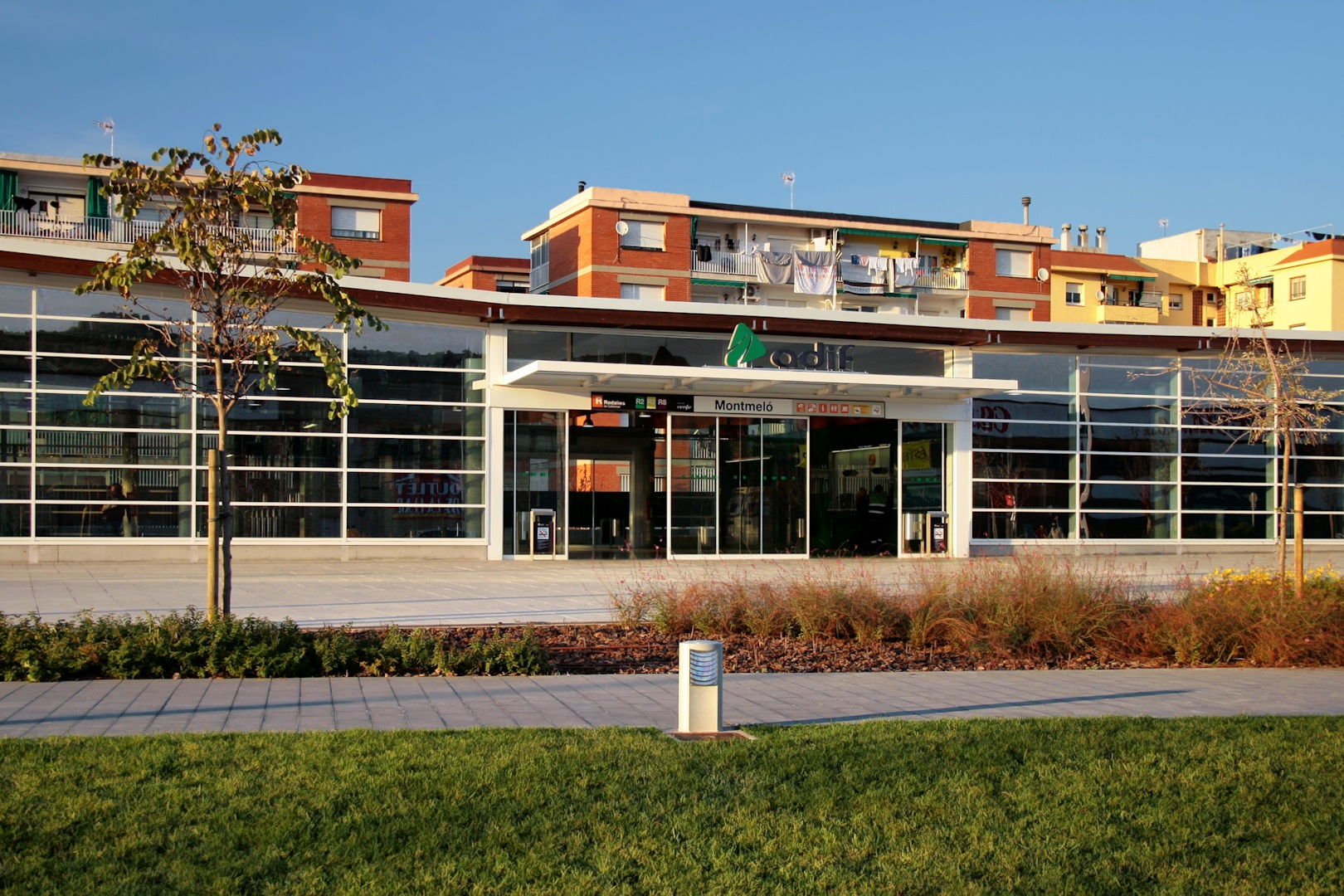
Edifici i accés de 2012